# Gods River
Der Gods River (englisch God’s River) ist ein Fluss im Norden der kanadischen Provinz Manitoba. Er entspringt dem Gods Lake und mündet in den Hayes River. Entlang des Flusslaufs siedeln die indianischen Gemeinden von Gods River und Shamattawa. Gelegentlich wird er auch von Angeltouristen befahren.
Der Gods River fließt in einem großen Ostbogen von Süden nach Norden über den Kanadischen Schild mit vielen Stromschnellen, Flussinseln und einigen Wasserfälle wie Sturgeon Falls und Big Bear Falls. In der Flachen Tundra südlich der Hudson Bay vereinigt sich der Gods River mit dem wesentlich kleineren Hayes River, der weitere Verlauf trägt jedoch den Namen des Hayes, was auf dessen historische Bedeutung als Handelsweg der Hudson’s Bay Company zurückgeht. Bei Shamattawa mündet der Echoing River von rechts in den Gods River.
Über den Red Sucker River gelangen auch die Wasser des Pekwachnamaykoskwaskwaypinwanik Lake in den Gods River; der Pekwachnamaykoskwaskwaypinwanik Lake (Cree für „Wo die Forellen mit Haken gefangen werden“) hat mit 31 Buchstaben möglicherweise den längsten Ortsnamen Kanadas.